# Аракчеева, Оксана Борисовна
Окса́на Бори́совна Аракче́ева (бел. Аксана Барысаўна Аракчэева; род. 24 марта 1963 года, Минск) — белорусская художница, педагог, писательница. Член Белорусского союза художников. Лауреат премии Василя Витки, дипломант ЮНЕСКО. Куратор чешской передвижной галереи «GalerieKaras».
Участница многочисленных художественных выставок. Куратор и организатор более чем 50 выставок в Беларуси и Чехии. Сотрудник «Общества чешско-белорусской дружбы в Праге».
Автор более ста живописных портретов (Франциска Скорины, Владимира Короткевича, Янки Купалы, Тадеуша Кондрусевича и других). Её работы находятся в Национальном художественном музее Республики Беларусь, в галереях, а также в частных коллекциях зарубежья. Является наиболее известным в Беларуси иллюстратором книг для детей, руке Оксаны Аракчеевой принадлежит художественное оформление более чем 70 книжек, преимущественно для детей.
Работает в станковой и книжной графике, живописи в жанрах натюрморта, пейзажа, портрета. Основные работы: цикл «Сказки лета», диптих «Мой Минск», «Хозяйка Зима», «Паненка Осень», триптих «Подсолнухи», полотна из цикла «Нам осталось наследие», цикл «Минские окна».

## Биография
Оксана Аракчеева родилась в Минске в 1963 году в семье известного белорусского художника и преподавателя живописи Бориса Владимировича Аракчеева и Галины Егоровны Пересецкой (работала заведующей костюмерного цеха в белорусском Оперном театре).
С пяти лет училась рисованию в студии заслуженного учителя БССР художника-живописца Сергея Каткова, а также у скульптора Светланы Горбуновой. Училась в Минской художественной школе № 1. В 1982 году окончила Минское художественное училище.
С 1982 по 1988 год обучалась в Белорусском театрально-художественном институте (отделение станковой графики). Руководителем диплома был профессор, заслуженный деятель искусств Владимир Петрович Савич. Листы из дипломной работы (иллюстрации к сказке Змитрока Бядули «Серебряная табакерка», гуашь) были приобретены фондом Белорусского союза художников.
С 1986 года принимает участие в выставках. Работает в станковой и книжной графике, живописи, анимации.
С 1994 года — член Белорусского союза художников.
С 2010 года является куратором выставок в Посольстве Чешской Республики в Республике Беларусь, а также координатором выставки белорусских художников «Душа Беларуси» в парламенте Чехии в Праге.
Осенью 2016 года организовала в историческом центре Праги, в Страговском монастыре, большую выставку «Путём Скорины до Праги», посвященную 500-летнему юбилею белорусского книгопечатания. На выставке были представлены произведения четырёх белорусских династий художников и мастеров фото — Аракчеевых, Бархатковых, Батюковых и Маслениковых.
Преподавала рисунок, живопись, композицию в минской школе № 185 с архитектурно-художественным уклоном.
Первым браком была за Улановским. Второй муж — музыкант-барабанщик Владимир Бельский. Сын от второго брака — Егор, занимается музыкой. Третьим браком (с 2017 года) — за Хельмутом Киппхардтом (нем. Kipphardt Helmut), родом из Гамбурга (Германия). После третьего брака Оксана Аракчеева живёт и работает иногда в родном Минске, иногда в Гамбурге, где проживает её муж.

## Творчество

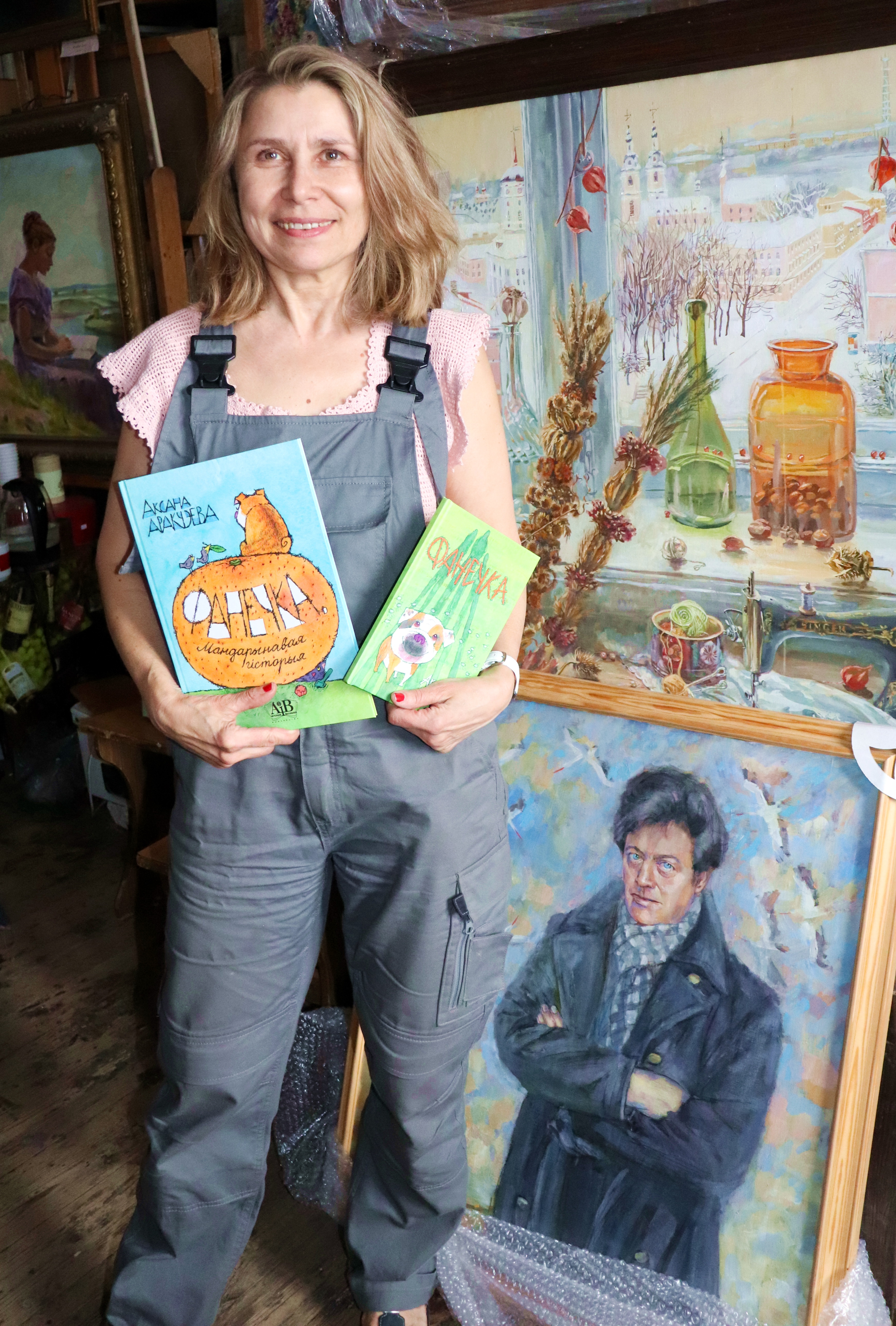
Оксана Аракчеева в своей мастерской, среди своих работ и со своими книгами

Писать портреты Оксана Аракчеева пробовала с детства. Сначала рисовала родителей и сестёр, затем начала друзей со двора. Изначально планировала выучиться на модельера, но попав на графическое отделение, влюбилась в это дело.
Училась у таких художников, как Виктор Варламов, Леонид Каленик, Геннадий Грак, Виктор Микита, Людмила Кальмаева, Павел Любомудров, Владимир Савич. После завершения отделения графики Белорусского театрально-художественного института работала в различных издательствах, создавала иллюстрации к книгам.
Оформила около 70 книг, среди которых: «Серебряная табакерка» Змитрока Бядули, «Басни» Ивана Крылова, «Резвушка — хохотушка…» Изы Заслоновой, «Приключения мышки Пик-Пик» Людмилы Рублевской, «Брик и Шуся» Татьяны Сивец, «Звери в трамвае» Нины Галиновской, сказки Алеся Карлюкевича, «Меня зовут Лохнеска» Елены Масло, «Девочка из Вишневого переулка», «Волшебная корзина» и «Сад с бабочками» Тамары Бунта, «Влюблённый третьеклассник» Владимира Липского, «Басни и сказки бабки Параски» Татьяны Отрощенко и другие. Сотрудничает с издательствами «Пачатковая школа», «АЗБУКВАРИК», «Мастацкая літаратура», «Вышэйшая школа», с журналами «Вясёлка», «Рюкзачок» и другие. Сама художница так описывает свою работу над оформлением книг:

«Когда работаю над книгой, то почти живу, утопаю в ней. Сначала читаю первый раз, делаю эскизы, потом перечитываю снова и снова. Работаю в каждую свободную минуту, даже в самолёте».

Также имеет опыт в мультипликации — работала над созданием рисунков к анимационной ленте «Прилетай, ветерок!» 1992 год, «Беларусьфильм» для московской киностудии «12 А»).
В ноябре 2009 года в минском Литературном музее М. Богдановича состоялась первая выставка Оксаны Аракчеевой «Зачарованные…», которой художница начала свой новый проект в творческой жизни — составление галереи образов лиц, внесших значительный вклад в духовное развитие Беларуси. К началу 2011 года Оксана Аракчеева написала на полотне более сотни портретов. Галерея изображений, созданных кистью художника, это люди, которые сделали вклад в духовное развитие общества: директора, сотрудники музеев и галерей, священники, художники, врачи, музыканты, дипломаты и другие. Свою работу над созданием портретов характеризует следующим образом:

«Я училась на графика, поэтому и свои портреты видела как портреты-образы. Причем некоторые из них далеки, на первый взгляд, от образов реальных. Но я пишу на холсте характер, натуру, то, что человек иногда прячет от окружающих. В итоге проявляется  то, что даже в жизни для многих остается „за кадром“...».

Весной 2010 года в помещении посольства Чешской Республики в Беларуси прошла выставка «Между Минском и Прагой…», на которой были представлены около 20 графических и живописных портретов сотрудников посольства и других дипломатов, а также белорусских деятелей: Натальи Шарангович, Дениса Барсукова, Жанны Лашкевич, Вице-Мисс «Минск-2009» Дарьи Солодухи и других. Во время открытия выставки посол Чехии в Беларуси Иржи Карас отметил, что для его работы белорусской художницы Оксаны Аракчеевой стали открытием и он выразил надежду, что сотрудничество в сфере искусства между Беларусью и Чехией будет углубляться.
С 2010 года совместно с чешским посольством в Республике Беларусь Оксана Аракчеева провела 46 выставок в столичных музеях, библиотеках, в ГУ «Картинная галерея им. Г. Х. Ващенко» (Гомель), Полоцкой художественной галереи, Парламенте Чехии. Выступала организатором выставок белорусских художников в Чехии, в галерее старинного замка в городе Тршебич. Также в городе Тршебич художница организует выставки «Katolické gymnázium v Třebíči» (Galerie Chodba).
В феврале 2011 года в минском Дворце искусства состоялась персональная выставка Оксаны Аракчеевой «Заглянуть в зеркало души». В апреле 2013 года во Дворце искусства открылся вернисаж Оксаны Аракчеевой «Отцовский дар» — ретроспективный показ произведений живописи и графики художницы.
В августе 2012 года в Словакии прошла персональная выставка художницы «Привет из Минска», в городе Спишска-Нова-Вес в художественной галерее Спиша (словац. «Galéria umelcov Spiša»). В экспозицию вошли 20 картин и более 70 иллюстраций к белорусским детским  книгам, сделанные художницей с 1989 по 2012 год. Также была представлена коллекция картин «Минские окна». В письме к директору галереи Люции Беницкой министр культуры Беларуси Павел Латушко выразил благодарность за предоставленную возможность презентации белорусского искусства в Словакии. Кроме этого, Оксана Аракчеева провела в Словакии в это же время международный пленэр по живописи для детей «Art in Paradise».
В 2013 году художница сделала серию портретов ведущих солистов белорусского балета. Экспозиция получила название «Авансцена». Картины экспонировались в Национальном академическом Большом театре оперы и балета. Это портреты народных артистов Беларуси Ольги Гайко, Людмилы Кудрявцевой и Игоря Артамонова, заслуженных артистов Республики Беларусь Ирины Еромкиной и Антона Кравченко, обладателей медали Франциска Скорины Дениса Климука и Марины Вежновец. Портреты регулярно выставляют на всеобщее обозрение в фойе Большого театра. За чествование театральных деятелей средствами изобразительного искусства в 2015 году Оксана Аракчеева получила диплом ЮНЕСКО. В марте 2014 года экспозиция «Авансцена» с портретами ведущих артистов Большого театра Беларуси была представлена на вернисаже Оксаны Аракчеевой в Государственном музее театральной и музыкальной культуры.
В ноябре 2013 года состоялось открытие выставки художницы Оксаны Аракчеевой «Отцовский дар» в Хрустальном зале РЦНК в Праге (Чехия). Мероприятие было подготовлено и проведено представительством Россотрудничества в Чехии совместно с Посольством Республики Беларусь в Чехии. На открытии выставки присутствовали в том числе сотрудники МИД Чехии, бывший посол Чешской Республики в Республике Беларусь Йиржи Карас, а также известный чешский график и иллюстратор Адольф Борн.
В 2015 году создала галерею образов «Купалинки» — портреты руководителей Государственного литературного музея Янки Купалы, среди которых: Владислава Луцевич (жена известного белорусского поэта Янки Купалы), Ядвига Романовская, Жанна Дапкюнас, Елена Лешкович; а также портреты сотрудниц музея. Серия находится в фондах музея. Во время открытия выставки «Купалинки» художнице Оксане Аракчеевой был вручён диплом члена музея «За популяризацию наследия Первого народного поэта Беларуси Янки Купалы и поддержку деятельности музея».

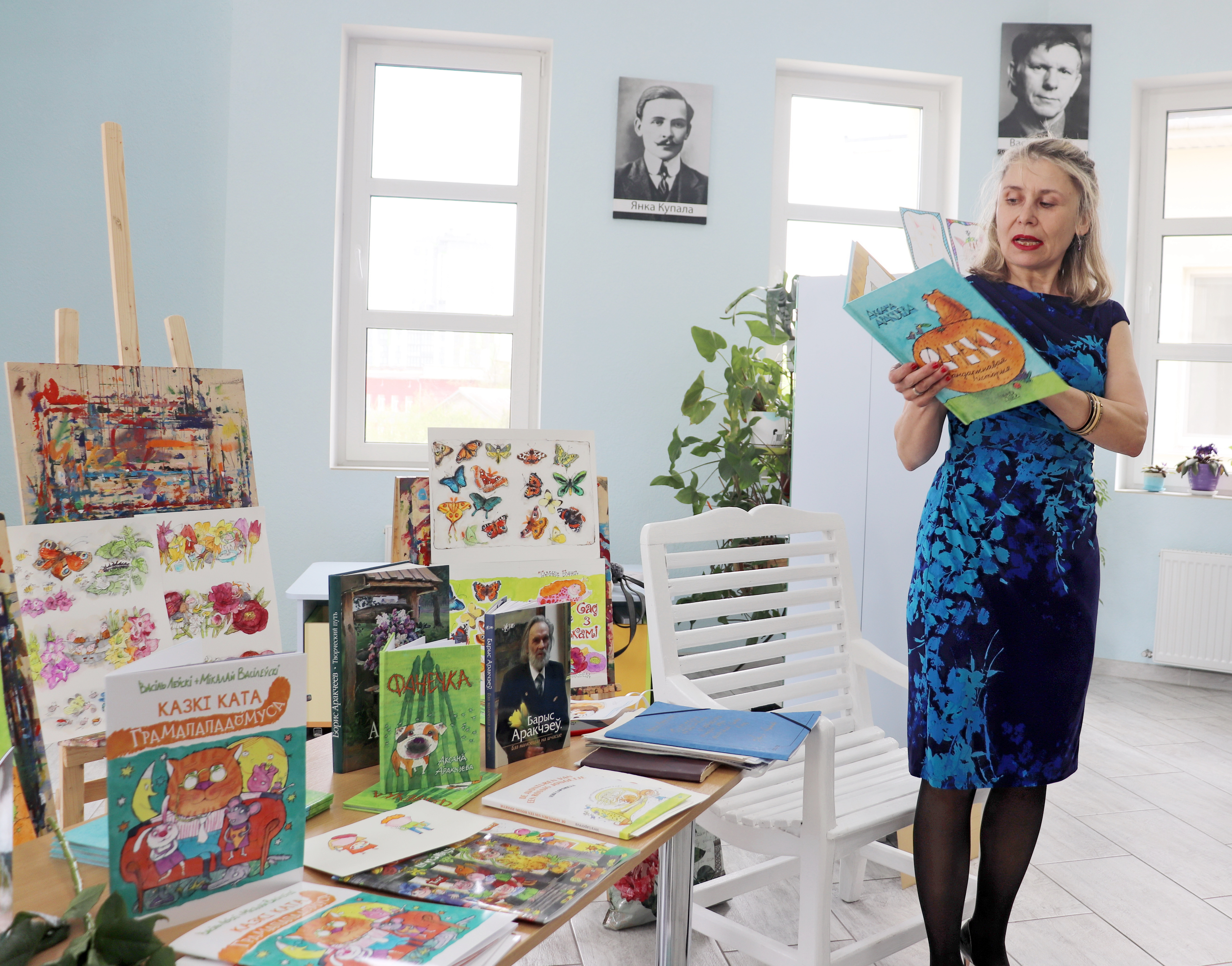
Оксана Аракчеева с оформленными ею книгами и с собственными произведениями во время творческой встречи

В 2017 году открытием выставки иллюстраций белорусской художницы Оксаны Аракчеевой к детским книгам «Мой сказочный мир» в галерее Karas в замке Тршебича началась «Белорусская неделя» в Праге, посвящённая празднованию 500-летия белорусского книгопечатания.
В ноябре 2019 года в Президентской библиотеке Республики Беларусь состоялось открытие выставки, посвящённой памяти белорусского живописца Бориса Аракчеева, в ходе которой состоялась презентация биографической книги «Бэз малюецца на шчасце» ((рус. «Сирень рисуется на счастье») изд. «Мастацкая літаратура»), которую составили дочь художника, Оксана Аракчеева и писательница Елена Масло.
Оксана Аракчеева также является писательницей, она написала и одновременно с тем оформила книги о своей любимой собачке: «Фанечка» (2020 год) и «Фанечка: мандариновая история» (2021 год).
В 2023 году, к 60-летнему юбилею художницы, вышла книга-каталог Оксаны Аракчеевой «Отцовский дар» — альбом живописи и графики, в который вошли репродукции картин из знаменитой серии Аракчеевой «Минские окна», ряд живописных полотен, портреты современников: сотрудниц Государственного литературного музея Янки Купалы, артистов Национального академического Большого театра оперы и балета РБ, писателей, артистов, священников, дипломатов, издателей, знаменитых исторических личностей (Франциск Скорина, Кастусь Калиновский) и другие. Презентация книги состоялась в минском музее Якуба Коласа.
Работы художницы Оксаны Аракчеевой находятся в Национальном художественном музее, Фонде Союза художников Беларуси, Музее современного изобразительного искусства, Государственном литературном музее Янки Купалы, Литературном музее Максима Богдановича, художественных галереях городов Полоцк, Гомель, Светлогорск, Крупки, Барановичи, а также в галереях и частных коллекциях зарубежных стран (Россия, Украина, США, Канада, Венесуэла, Израиль, Италия, Нидерланды, Германия, Румыния, Сербия, Чехия, Словакия, Польша и другие). Кроме этого, Оксана Аракчеева занимается организацией выставок картин своего отца, художника Бориса Аракчеева, а также занималась организациями выставок таких художников, как Леонид Дударенко, Фёдор Барановский и другие.

## Критика и оценка творчества
По словам директора художественной галереи «Университет культуры» и директора Национального исторического музея Беларуси Павла Сапотько, творческая династия Аракчеевых — это уникальное явление белорусской культуры. Оксана Аракчеева является не просто последовательницей своего отца, но и популяризатором белорусского искусства. Благодаря её усилиям проведены десятки выставок белорусских художников не только в Беларуси, но и в Европе.
Автор совместного проекта еженедельника «Літаратура і мастацтва» и Национальной книжной палаты Беларуси «Книжный мир» Сергей Шичко считает, что среди работ современных белорусских книжных графиков, которые особенно плодотворно работают над оформлением изданий для детей, достижения художницы Оксаны Аракчеевой особенно впечатляют. Книги, прочитанные её художественным мышлением, выходят в издательствах «Белорусская энциклопедия имени Петруся Бровки», «Мастацкая літаратура», Издательский дом «Звязда». Как отмечает сама художница, непосредственное влияние на её творчество оказал чешский иллюстратор график Адольф Борн.
По мнению редактора отдела искусств газеты «Літаратура і мастацтва» арт-критика Виктории Аскеро, портреты, написанные Оксаной Аракчеевой, несут позитивную энергетику, у них нет грустных глаз или холодных лиц. Для Аракчеевой важнее не раскрыть человека внешне, а показать его изнутри, чтобы была заметна его глубина. Как считает критик, стать знаменитой художницей и книжной иллюстратором Оксане Аракчеевой во многом помогли творческая атмосфера в семье и личное стремление. В свою очередь сама художница отмечает, что она сумела отточить индивидуальный подход к творческому процессу и не стала копией своего отца, художника Бориса Аракчеева. Ей удалось пойти своим путём, и с отцом они абсолютно разные по стилю и технике живописи творцы.

## Награды
- 2015 год — диплом комиссии Республики Беларусь по делам ЮНЕСКО «За деятельность по чествованию театральных деятелей средствами изобразительного искусства»[54].
- 2015 год — премия имени Василя Витки за оформление произведений, помещённых в журнале «Вясёлка» в течение 2015 года[55].
- 2016 год — медаль Василя Витки за художественную работу от журнала «Вясёлка»[54].
- 2017 год — благодарность министра культуры за высокий профессионализм и личный вклад в развитие и популяризацию белорусского изобразительного искусства[54].
- 2017 год — грамота Министерства культуры Республики Беларусь «за многолетний добросовестный труд, выдающиеся творческие достижения и высокое профессиональное мастерство»[54].
- 2017 год — диплом за художественное оформление в номинации «Художник книги» на международный книжном фестивале «Зелёная волна» (Одесса, Украина), за иллюстрирование сказки Елены Масло «Меня зовут Лохнеска». Мероприятие проходило под патронатом Украинской ассоциации издателей и книгораспространителей Одесского городского совета[56].

## Иллюстрации к книгам
1. Змітрок Бядуля «Сярэбраная табакерка», 1988 (дипломная работа)
2. Иван Крылов «Басни», 1989, изд. «Юнацтва»
3. «Анталогія беларускай літаратуры» (совместная работа), 1990, изд. «Юнацтва»
4. «Резвушка-Хохотушка и сестра её Плакса-Квакса», 1991
5. «Рукавичка», 1991
6. «Казкі дзеда Яраслава», изд. «Беларусь»
7. Иза Заслонова «Однажды»
8. Иза Заслонова «Ловись рыбка большая и маленькая»
9. Иза Заслонова «Каждый охотник желает знать…»
10. Иза Заслонова «Иван — крестьянский сын, Пашка и Чудо-юдо»
11. Иза Заслонова «Пашка и королева Жемчужница»
12. Учебники (совместная работа) англ. язык, изд. «Вышэйшая школа»
13. Учебники (совместная работа) англ. язык, изд. «Вышэйшая школа»
14. Учебники (совместная работа) англ. язык, изд. «Вышэйшая школа»
15. Учебники нем. язык, изд. «Вышэйшая школа»
16. Учебники фр. язык, изд. «Вышэйшая школа»
17. «Слон купил велосипед», 2011, изд. «АЗБУКВАРИК»
18. «Я расту», 2012, изд. «АЗБУКВАРИК»
19. «Какие бывают подарки», 2012, изд. «АЗБУКВАРИК»
20. Наталья Игнатенко «История про Варю и Дубовёнка», 2011, изд. «Пачатковая школа»
21. Яронимас  Лауцюс «Твой путь удачи», 2010, изд. «Пачатковая школа»
22. Наталья Игнатенко «Сказка про Тимку и Кузьку», 2014, изд. «Пачатковая школа»
23. Алла Шарко «Гномик Спасайка и его друзья», 2015, изд. «Пачатковая школа»
24. В. Кудлачёв, И. Фоменкова «Советы феи вежливости», 2015, изд. «Пачатковая школа»
25. Андрей Сметанин «Обычный детский сад», изд. «Пачатковая школа»
26. Марына Шупо «Птушыная азбука», 2018, изд. «Пачатковая школа»
27. Алена Масла «Балотныя прыгоды», 2019, изд. «Пачатковая школа»
28. Алесь Карлюкевіч «Як Шубуршун па Свіслачы падарожнічаў», изд. «Беларуская Энцыклапедыя імя П.Броўкі»
29. Алесь Карлюкевіч «Як зайка Бяляк мядзведзя Таптыгіна выратаваў», изд. «Беларуская Энцыклапедыя імя П.Броўкі»
30. Алесь Карлюкевіч «Прыгоды Максімкі на Бацькаўшчыне і ў розных краінах», изд. «Беларуская Энцыклапедыя імя П.Броўкі»
31. Уладзімір Ліпскі, Раіса Баравікова «Пра Бусю, які жыве на Беларусі», 2016, изд. «Харвест»
32. Таццяна Сівец «Брык і Шуся шукаюць лета», 2012, изд. «Звязда»
33. Таццяна Сівец «Куды прапала мальпа Маня», 2013, изд. «Звязда»
34. Янина Жабко «Самая родная», 2013, изд. «Звязда»
35. Геннадий Авласенко «Как зверята правила безопасности на воде изучали», 2014, изд. «Звязда»
36. Геннадий Авласенко  «Как зверята Никитке правила безопасности в лесу объясняли», 2014,изд.  «Звязда»
37. Виктор Кудлачёв «Прилетают ночью сны», 2014, изд. «Звязда»
38. Дмитрий Юртаев «Ни секунды тишины», 2018 (перавыданне 2019), изд. «Звязда»
39. Таццяна Атрошанка «Байкі ды казкі бабкі Параскі», 2020, изд. «Звязда»
40. Людміла Рублеўская «Прыгоды мышкі Пік-Пік», изд. «Мастацкая літаратура» (издания 2008, 2011, 2021)
41. Дзмітрый Юртаеў «Казкі ката Грамапападомуса», 2022, изд. «Звязда»
42. Генадзь Аўласенка «Таямніцы назваў», 2022, изд. «Звязда»
43. Галіна Пшонік «Штукарствы месяцавага зайчыка», 2022, изд. «Звязда»
44. Віктар Шніп «Кастусь і Міёна», 2022, изд. «Звязда»
45. Ягор Конеў «Дамавічкі Шушык і Жуля», 2022, изд. «Звязда»
46. Генадзь Аўласенка «Як сем братоў чорта перахітрылі», 2023, изд. «Звязда»
47. Мікола Чарняўскі «Дзе ўзяць красоўкі для слана», 2023, изд. «Звязда»
48. Мікола Чарняўскі «Ліса-калядоўчыца», 2023, изд. «Звязда»
49. Галіна Пшонік «Ты — мне, я — табе», 2023, изд. изд. «Звязда»
50. Ніна Галіноўская «Звяры ў трамваі», 2013, изд. «Мастацкая літаратура»
51. Алесь Карлюкевіч «Як васількі на сваю крыўду забыліся», 2015, изд. «Мастацкая літаратура»
52. Тамара Бунта «Дзяўчынка з Вішнёвага завулку», 2016, изд. «Мастацкая літаратура»
53. Тамара Бунта «Чароўны кошык», 2018, изд. «Мастацкая літаратура»
54. Васіль Дранько-Майсюк «Таямніцы нашага садка», 2019, изд. «Мастацкая літаратура»
55. Уладзімір Ліпскі «Закаханы трэцякласнік», 2019, изд. «Мастацкая літаратура»
56. Тамара Бунта «Сад з матылькамі», 2020, изд. «Мастацкая літаратура»
57. Лешак Шарэпка «Прыгоды Коціка-Грукоціка», 2014, изд. «Услуга»
58. Leszek Szerepka «Przygody Kotka Łomotka», 2014, изд. «Услуга»
59. Иза Заслонова «Все в четвёртое измерение», 2016, изд. «Услуга»
60. Иза Заслонова «Пузырище, пузыри и пузырята», 2016, изд. «Услуга»
61. Иза Заслонова «Резвушка-Хохотушка и сестра её Плакса-Кваска», 2016, изд. «Услуга»
62. Марина Шуппо «Летом…», 2017, изд. «Услуга»
63. Иза Заслонова «Ловя, Мягкий знак или перевёртки», 2017, изд. «Четыре четверти»
64. Иза Заслонова «Рассказки», 2017, изд. «Четыре четверти»
65. Аксана Аракчэева «Фанечка. Праўдзівая гісторыя Olivia Klodt», 2020, изд. «Четыре четверти»
66. Алена Масла «Мяне завуць Лахнеска», 2016, изд. «Адукацыя і выхаванне»
67. Аксана Аракчэева «Фанечка. Мандарынавая гісторыя», 2021, изд. «Адукацыя і выхаванне»
68. Тамара Бунта «Далонькі з пушынкамі», 2023, изд. «Адукацыя і выхаванне»

### На английском языке
- Yekaterina Medvedskaya. Penetrating glance at children’s fairy-tales // The Minsk Times : газета. — December 15, 2011. — № 47. — С. 10. Архивировано 30 октября 2023 года.

### На белорусском языке
- Уланоўская, А. Вернісаж «Маладосці» // Маладосць : журнал. — Минск: СПБ, 1991. — № 12. — С. 64―69.
- Крэпак, Б.А. Аракчэева Аксана Барысаўна // Беларускі саюз мастакоў, 1938—1998 (Энцыклапедычны даведнік) / Аўт.-склад.: Б.А.Крэпак і інш.. — Минск: Кавалер Паблішерс, 1998. — С. 27. — 663 с.
- Каляда, А.А. Уланоўская Аксана Барысаўна // Выпускнікі Беларускай дзяржаўнай акадэміі мастацтваў (1949―2004 гады): Навуковае выданне / Навуковы рэдактар М.Р. Баразна. — Минск: Белорусская государственная академия искусств, 2005. — С. 369. — 591 с.
- Фатыхава, Г.А. Кветкі, партрэты, гарадскі пейзаж... // Беларусь. Belarus : журнал. — Минск: Мининформ Беларуси, СБ. Беларусь сегодня, 2007. — № 11. — С. 54―55.
- Фатыхава, Г.А. Аракчэева Аксана Барысаўна // Традыцыі і сучаснасць: жывапіс / аўтар тэк. і ўклад. Г. А. Фатыхава. — Минск: Друк-С, 2009. — С. 10. — 88 с. — 500 экз. — ISBN 978-985-6867-07-4.
- Данілевіч, Д.І. Партрэты замест “...Windows” // Культура : газета. — 16 октября 2010. — Вып. 962, № 42. Архивировано 28 октября 2023 года.
- Паўлючэнка, В. У сонечным крузе Аксаны Аракчэевай : газета. — Минск: РВУ «Звязда», 2012. — № 12. — С. 16. Архивировано 24 марта 2016 года.
- Берлеж, М. Падарожжы Аксаны Аракчэевай // Літаратура і мастацтва : газета. — Минск: РВУ «Звязда», 12 сентября 2014. — Вып. 4785, № 36. — С. 3. Архивировано 24 марта 2016 года.
- Шычко, С. У складанага ёсць сінонім – вясёлае // Літаратура і мастацтва : газета. — Минск: РВУ «Звязда», 2014. — № 38. — С. 9. Архивировано 3 октября 2023 года.
- Сурскі, З. Аксана Аракчэева // Тутэйшы дызайн. Асобы. Рэчы: даведнік / Складальнік і аўтар уступнага артыкулу Зміцер Сурскі. — Минск: Беларускі саюз дызайнераў, 2016. — С. 27. — 548 с. — 2000 экз. — ISBN 978-985-6534-26-6.
- Аскера, В. Твар як неразгаданая таямніца // Звязда : газета. — Минск: РВУ «Звязда», 17 сентября 2016. — Вып. 28290, № 180. — С. 8.
- Сяліцкая-Ткачова, К.С. Аракчэева Аксана Барысаўна // Янка Купала. Энцыклапедыя. — Минск: Бел. Энцыклапедыя імя П. Броўкі, 2017. — Т. 1. А—З. — С. 48—49. — 400 с. — 1500 экз. — ISBN 978-985-11-1042-7.
- Ёсць куток на зямлі… Мядзельшчына ў замалёўках Аксаны Аракчэевай // Белорусская военная газета «Во славу Родины!» : газета. — Минск: Минобороны РБ, 18 октября 2018. — Вып. 195. — С. 7.
- Масла, А.С. Аракчэева-Кіпхарт Аксана Барысаўна // Уладзімір Караткевіч / рэдкалегія: В. У. Ваніна (галоўны рэдактар) і інш.. — Минск: Бел. Энцыклапедыя імя П. Броўкі, 2020. — С. 18. — 432 с. — 1000 экз. — ISBN 978-985-11-1257-5.
- Грушэцкі, А.Л. Ты мне вясною прыснілася… // Наша слова : газета. — Ліда: ТБМ, 2023-11-15. — Вып. 98, № 46. — С. 3. Архивировано 15 ноября 2023 года.

### На русском языке
- Ануфриев, Г. Городские цветы Аксаны Аракчеевой // 7 дней : газета. — Минск: БелТА, 2003-02-15. — № 7.
- А из нашего окна // Where Minsk (городской журнал) : журнал. — Май, 2007. — С. 33—35.
- Заславская, М. «Соборная площадь» династии Аракчеевых // Минский курьер : газета. — 3 сентября 2008. — Вып. 1551, № 181. — С. 12.
- Изобрела перпетуум-мобиле // Минский курьер : газета. — 2009-12-31. — Вып. 1839, № 234.
- Оксана Борисовна Аракчеева // Мастацкая адукацыя і культура : журнал. — Адукацыя і выхаванне Адукацыя і выхаванне, 2010. — № 3. — С. 2.
- Заславская, М. Мечта многих девушек стать моделью // Крупскі веснік : газета. — 17 октября 2010. — Вып. 1551, № 181. — С. 12.
- Аскеро, В. Только смелым покоряется Олимп // Минский курьер : газета. — 5 октября 2010. — Вып. 2019, № 180.
- Шубич, А. Под знаком овна // Наш край : газета. — 31 марта 2011. — С. 5. Архивировано 30 октября 2023 года.
- Якубова, А. Наше вам с кисточкой // Минский курьер : газета. — 4 апреля 2012. — Вып. 2217, № 39. — С. 13.
- Алдухова, Ю. Главное ― не лениться жить! // Женский журнал : журнал. — 2012. — № 7. — С. 12―15.
- Корневская, А. На холсте пишу то, что иногда прячут от окружающих // Сельчанка. — 2012. — 1 декабрь (вып. 2217, № 10). — С. 2—3. Архивировано 30 октября 2023 года.
- Николаевская, О. Ах, вернисаж // Партер : журнал. — Минск: Большой театр Беларуси, 2014. — Вып. 38, № 3.
- Аскеро, В. Оксана Аракчеева: «Гордость нашей семьи — быть разными» // Город женщин : журнал. — 2017. — Вып. 27, № 5. — С. 16—19.

### На чешском языке
- Antonín Zvěřina. Díla představuje běloruská umělkyně (чешск.) // Třebíčské noviny : газета. — Třebíč: Parola s.r.o., 2022-10. — Č. 28. — S. 20.
- Arnošt Pacol. Oksana Arakčejeva už namalovala pohled na Hamburk, Karlovy Vary i Příštpo (чешск.) // Horácké noviny : газета. — Třebíč: Yashica s.r.o., 2023. — 29 září (č. 39). — S. 6.
- Antonín Zvěřina. V gymnáziu vystavuje běloruská umělkyně (чешск.) // Třebíčské noviny : газета. — Třebíč: Parola s.r.o., 2023-10. — Č. 29. — S. 3.